# Leadership narcissique
Le leadership narcissique est un style de leadership dans lequel le leader est seulement intéressé par lui-même. Sa priorité est lui-même au détriment des membres du groupe. 
Ce leader présente les caractéristiques d'un narcissique : l'arrogance, la dominance et l'hostilité. C'est un style de leadership suffisamment commun pour avoir son propre nom. Le narcissisme est plus souvent décrit comme malsain et destructeur. 
Il a été décrit que « le leadership narcissique (préférentiellement destructeur) est causé par une arrogance inébranlable, une auto-suffisance, et un besoin personnel égoïste pour le pouvoir et l'admiration. »

## Groupes et narcissisme
Une étude publiée dans la revue Personality and Social Psychology Bulletin suggère que quand un groupe est sans leader, un narcissique est susceptible de le prendre en charge. Les chercheurs ont trouvé que les gens qui ont un score élevé en narcissisme tendent à prendre le contrôle des groupes sans chef.
Sigmund Freud considérait « le type narcissique comme étant particulièrement adapté pour agir en tant que porte-parole, endosser le rôle de leader et impressionner par leur “personnalité”. » Une des raisons peut être que « le narcissisme d'une autre personne a une grande attraction pour ceux qui ont renoncé à une partie du leur propre, comme si nous les envions afin de maintenir un état de béatitude de l'esprit - une position libidinale inattaquable que nous avons nous-mêmes abandonnée depuis. »
Selon le livre Narcissism: Behind the Mask, il y a quatre types de leadership, et le style narcissique est plus répandu dans le type 3, bien qu'on puisse aussi le retrouver dans le type 1 :
1. autoritaire avec orientation pour la prise de décision ;
2. démocratique avec orientation pour la prise de décision ;
3. autoritaire avec prise de décision émotionnelle ;
4. démocratique avec prise de décision émotionnelle.

Michael Maccoby a déclaré que « les psychanalystes ne reçoivent généralement pas assez de [leaders narcissiques], en particulier sur le lieu de travail, pour écrire à leur sujet. »

## Narcissisme d'entreprise
Selon Alan Downs, le narcissisme d'entreprise se produit quand un narcissique devient le directeur général (ou autre poste de leadership) d'une équipe de direction avec situation de codépendence avec le personnel. Les narcissiques professent loyauté et fidélité à l'entreprise, mais ils ne sont vraiment engagés qu'envers leurs propres ordres du jour, ainsi les décisions organisationnelles sont fondées sur l'intérêt du narcissique plutôt que sur les intérêts de l'organisation ou de la société. En conséquence, "un certain type de leader charismatique peut rendre une entreprise financièrement prospère en reposant sur des principes malsains, pendant un temps. Mais... il y a toujours un juste retour des choses".
Neville Symington a déclaré que "l'une des façons de différencier une organisation au fonctionnement sain, d'une autre au fonctionnement pathologique est par sa capacité à exclure les caractères narcissiques des postes-clés."

## Narcissiques productifs
Simon Crompton a distingué ce qu'il appelle "les narcissiques productifs" des "narcissiques improductifs". Michael Maccoby a reconnu que "les narcissiques productifs ont tendance à être trop sensibles à la critique, plus compétitifs, isolés, et mégalomanes", mais il a estimé que "ce qui les attire est la liberté de faire ce qu'ils veulent, par rapport au sentiment de contraintes qu'imposent les circonstances", et que, grâce à leur charisme, ils sont en mesure d'"attirer les gens dans leur vision, et de produire une cohorte de disciples qui poursuivront le rêve."
D'autres ont mis en doute le concept, considérant que "l'effondrement spectaculaire de Wall Street et le système financier en 2009 doivent nous faire réfléchir. Est-ce que l'effondrement est la cause de leaders d'entreprise qui ont développé des styles narcissiques" ? Certes, on peut conclure qu'"il peut y avoir une ligne très fine entre les narcissiques qui "font le mal" sur le lieu de travail en raison de leurs traits, et ceux qui atteignent des succès extravagants grâce à eux."

## Narcissisme sain et destructeur
Lubit a comparé les narcissismes sain et destructeur des managers, ainsi que leur impact à long terme sur les organisations.
| Caractéristiques                              | Narcissisme sain                                                                                  | Narcissisme destructeur |
| --------------------------------------------- | ------------------------------------------------------------------------------------------------- | --- |
| Confiance en soi                              | Confiance en soi adaptée à la réalité, ouverte vers l'extérieur                                   | Mégalomanie |
| Désir de pouvoir, de richesse et d'admiration | Avoir envie de pouvoir                                                                            | Volonté de pouvoir à tout prix, manque d'inhibitions dans sa poursuite                                                      |
| Relations                                     | Préoccupation sincère pour les autres et leurs idées ; n'exploite ou ne dévalorise pas les autres | Préoccupations limitées aux réponses sociales ; dévalue et exploite les autres sans remords                                 |
| Habileté à suivre un trajet cohérent          | A des valeurs ; suit des projets                                                                  | Manque de valeurs ; facilement ennuyé ; change souvent en cours de route                                                    |
| Fondation                                     | Enfance saine avec estime de soi et limites appropriées envers les autres                         | Enfance traumatique vis-à-vis de l'estime de soi et/ou l'apprentissage qu'il/elle n'a pas besoin d'être attentif aux autres |

## Lectures supplémentaires

### Livres
- Conrad E Petty tyranny, dogmatism, narcissistic leadership: what effects do authoritarian leadership styles have on employee morale and performance? (2004)
- Michael Maccoby, Narcissistic leaders. Who succeeds and who fails, 2007
- McFarlin DB & Sweeney PD House of mirrors: House of Mirrors: The Untold Truth About Narcissistic Leaders and How to Survive Them (2000)
- McFarlin DB & Sweeney PD Where Egos Dare: The Untold Truth about Narcissistic Leaders - And How to Survive Them (2002)
- Vaknin S Narcissistic and Psychopathic Leaders (2009)

### Documents universitaires
- Brown B Narcissistic Leaders: Effectiveness and the Role of Followers - Otago Management Graduate Review Volume 3 2005 Pages 69–87
- Horowitz MJ & Arthur RJ Narcissistic Rage in Leaders: the Intersection of Individual Dynamics and Group Process - International Journal of Social Psychiatry 1988 Summer;34(2) Pages 135-41
- Horwitz L Narcissistic leadership in psychotherapy groups - International Journal of Group Psychotherapy 2000 Apr;50(2) Pages 219-35.
- Jones R, Lasky B, Russell-Gale H & le Fevre M Leadership and the development of dominant and countercultures: A narcissistic perspective - Leadership & Organization Development Journal, Vol. 25 Issue 2, Pages 216-233 (2004)
- Kearney KS Grappling with the gods: Reflections for coaches of the narcissistic leader - International Journal of Evidence Based Coaching and Mentoring Vol 8 No 1 February 2010 Pages 1–13
- Kets de Vries MFR & Miller D Narcissism and leadership: An object relations perspective - Human Relations (1985) 38(6) Pages 583-601.
- Ouimet G Dynamics of narcissistic leadership in organizations: Towards an integrated research model - Journal of Managerial Psychology, Vol. 25 Issue 7, Pages 713-726 (2010)
- Rosenthal SA & Pittinsky TL Narcissistic leadership - The Leadership Quarterly Volume 17, Issue 6, December 2006, Pages 617-633
- Volkan VD & Fowler C Large-group Narcissism and Political Leaders with Narcissistic Personality Organization - Psychiatric Annals 39:4 April 2009
- Yang L Narcissistic leadership in organizations - University of Guelph (2009)